# Megaselia xanthocera
Megaselia xanthocera är en tvåvingeart som beskrevs av Borgmeier 1967. Megaselia xanthocera ingår i släktet Megaselia och familjen puckelflugor. Inga underarter finns listade i Catalogue of Life.